# Filochoros
Filochoros z Aten (gr. Φιλόχορος ὁ Ἀθηναῖος ok. 345 — 260 p.n.e.) – starożytny grecki historyk.
Pełnił funkcję oficjalnego państwowego kapłana-wróżbity (mantis). W kręgu jego zainteresowań znajdowały się studia historyczne i literackie (m.in. nad tragediami Eurypidesa i Sofoklesa), sporządził m.in. zbiór inskrypcji attyckich poświęconych prawu, sprawom administracyjnym czy kalendarzom. Badania te pozwoliły napisać mu Attydę (Ατθίς) – liczącą 17 ksiąg kronikę dziejów Aten od czasów mitycznych do roku 262 p.n.e. Był także autorem szeregu mniejszych dzieł takich jak O ofiarach, O świętach, O dniach, O oczyszczeniach, O świątyniach, O ateńskich igrzyskach, O ateńskich misteriach. Z jego twórczości zachowało się ponad 200 różnych fragmentów.
Po wybuchu wojny chremonidejskiej zajął stanowisko proegipskie, opowiadając się za sojuszem z Ptolemeuszem II. Po zdobyciu Aten przez króla macedońskiego Antygona Gonatasa został w związku z tym skazany na karę śmierci.